# Голубичне
Голуби́чне (рос. Голубичное) — село у складі Амурського району Хабаровського краю, Росія. Входить до складу Литовського сільського поселення.

## Населення
Населення — 22 особи (2010; 54 у 2002).
Національний склад (станом на 2002 рік):
- росіяни — 89 %